# Amy Brown (1783-1876)
Amy Brown (Maidstone, 8 de abril de 1783-Couffé, 7 de mayo de 1876) fue una mujer inglesa conocida por su relación con el príncipe Carlos Fernando de Artois, duque de Berry.

## Biografía
Nació en 1783 en Maidstone en el condado inglés de Kent, la quinta de los ocho hijos del pastor José Brown y su esposa María Ana Deacon. En 1793 sus tres hermanos mayores habían muerto, por lo que ella se convirtió en la mayor de sus hermanos sobrevivientes.
El 10 de enero de 1804 nace su primera hija Georgiana Emma Marshall; el 20 de febrero de 1805, un segundo conocido como Jorge Granville Brown, diez meses más tarde, el 25 de diciembre de 1805, Juan Freeman y por último, en 1806/1807, Roberto Freeman. La paternidad de los cuatro se encuentra sujeta a diferentes dudas y debates, especialmente en lo referido a si en los casos de Juan y Roberto, se trata de hijos de un matrimonio legítimo con un hombre apellidado Freeman. El autor David Skuy describe a Amy como viuda cuando conoce al príncipe.
En el otoño de 1807, probablemente en el teatro de la ópera del Convento Garden, conoce a Carlos Fernando de Artois. Este príncipe de la casa de Borbón se encontraba por entonces exiliado en el Reino Unido junto con el resto de su familia como consecuencia de la Revolución Francesa y sus consecuencias.
Un eventual matrimonio secreto entre Amy y el príncipe oficiado por el padre de ella ha sido objeto de múltiples controversias. Las pruebas del mismo provienen únicamente de declaraciones de los descendientes de Amy Brown y en ningún caso se ha encontrado evidencia escrita del mismo. En todo caso, habría sido inválido al no contar con el consentimiento real.
Fruto de la relación nacerían dos hijas: Carlota y Luisa. Ambas son bautizadas como católicas en la capilla de Su Majestad Católica en Londres.
Tras la derrota de Napoleón, y la restauración de los Borbones en Francia, el duque se traslada a París junto con Carlota y Luisa, quedando Amy en Londres. Una vez en Francia, serán protegidas por el duque de Berry, viviendo en París. En 1816, el duque contrae matrimonio con la princesa María Carolina de Borbón-Dos Sicilias con quien tiene dos hijos sobrevivientes. En 1820 el duque de Berry es asesinado al salir de una ópera. Tras la muerte del duque de Berry, el tío de este, Luis XVIII de Francia, naturalizará a sus hijas Carlota y Luisa y les concederá títulos de nobleza. Ambas hijas serán protegidas por la duquesa de Berry y el resto de la familia real francesa, como les había pedido el duque agonizando.
Amy va a Francia y a partir de entonces su vida transcurrió junto a sus hijas y sus familias.
Amy murió en el castillo de la Contrie en Couffé, Francia, residencia de su hija Luisa, en 1876 a la avanzada edad de 93 años. Tiene descendientes hasta nuestros días.

## Descendencia
Amy Brown tuvo cinco hijos:
De su relación con Jorge Marshall:
- Emma Marshall (1804-1901) casada en 1836 con José Haigh. Sin descendencia.

De su relación con Georges Brown:
- Georges Granville Brown (1805-1882) casado en 1838 con Carlota Luisa Brown. Sin descendencia legítima.

De un matrimonio con un desconocido apellidado Freeman:
- Juan Freeman (1805-1866), casado en 1841 con Sofía de Blonay, con descendencia.
- Roberto Freeman (1806/1807-1823).

De su relación con Carlos Fernando de Artois, duque de Berry:
- Carlota, condesa de Issoudun (1808-1886) casada en 1823 con Fernando, conde (después príncipe) de Faucigny-Lucinge, con descendencia.
- Luisa, condesa de Vierzon (1809-1891) casada en 1827 con Atanasio de Charette, barón de la Contrie, par de Francia, con descendencia.